# 보스니아 헤르체고비나 연방의 기

보스니아 헤르체고비나의 국기

보스니아 헤르체고비나 연방의 기 (1996-2007년)

보스니아 헤르체고비나 연방의 기는 1996년 11월 5일에 제정되었다. 빨강, 하양, 초록의 세로 줄무늬로 이루어져 있으며, 가운데에는 보스니아 헤르체고비나 연방의 문장이 그려져 있다. 2007년에 보스니아 헤르체고비나 헌법재판소에서 위헌 판결을 받은 이후에는 보스니아 헤르체고비나의 국기를 사용한다.

## 같이 보기
- 보스니아 헤르체고비나의 국기
- 크로아티아의 국기
- 스릅스카 공화국의 기